# Джеймс Ґрем Купер
Джеймс Ґрем Ку́пер (19 червня 1830 , Нью-Йорк, Нью-Йорк  — 19 липня 1902 , Гейвард, Каліфорнія ) — американський хірург і натураліст.

## Життєпис
Купер народився в Нью-Йорку. Працював у Каліфорнійському геологічному обстеженні (1860—1874) разом з Йосієм Двайтом Вітні, Вільямом Генрі Бревером та Генрі Ніколасом Болендером . Купер був насамперед зоологом, але також зібрав значні ботанічні колекції від Сан-Дієго до Форт-Могаві, штат Аризона 1861 року. Купер працював в Каліфорнійській академії наук, згодом став директором музею.
Купер отримав ступінь лікаря 1851 року й практикувався у Нью-Йорку до 1853. Спенсер Ф. Бейрд, тодішній помічник секретаря Смітсонівського інституту, допомагав Куперу працювати з тихоокеанськими партіями обстеження залізниць, що працюють на Вашингтонській території. Він приєднався до цього опитування під капітаном Джорджем МакКлелланом як хірург до 1854 року. У 1855 році він відвідав Сан-Франциско та Панамський перешийок. Він зібрав багато колекцій видів птахів під час цієї експедиції.
1860 року він повернувся на захід і приєднався до Блейківської експедиції, що пройшла від Сент-Луїса до річки Міссурі, в штат Айдахо та Вашингтон. Нетривалий час працював як контрактний хірург для армії США для Йосія Вітні, керівника Каліфорнійської геологічної служби. Разом зі Спенсером Бейрдом він написав книгу про птахів Каліфорнії «Орнітологія», том I, «Земні птахи» 1870 року.
Шлюб Купера 1866 року ускладнив вивчення природничої історії. Він працював у Сан-Матео, Окленді, Сан-Франциско і нарешті 1875 року влаштувався в Гейворді. Про свої труднощі він писав у листі 1870 року:
|  | У цій країні, як і в більшості інших, заняття наукою приватним бізнесом є програшною грою… Майже всі «освічені» люди цього міста знають мене як «натураліста», як також називають усіх таксидермістів, і… вони не хочуть наймаим мене як професіонала. Наслідком цього є те, що… мої пацієнти бідні й неосвічені, які мало що знають про мене… Ввесь мій час зараз зайнятий намаганням зібрати достатньо грошей, аби покрити витрати… Оскільки я не гірший, ніж більшість інших натуралістів, гадаю, я не повинен скаржитися… Сподіваюся, що ви не скотитеся до мого становища… |

Його батько, Вільям Купер, також був натуралістом.

## Подальше читання
- Коан, Євген (1982). Джеймс Грехем Купер: західний натураліст-піонер . Москва, штат Айдахо: Університет Айдахо, Науково-дослідний фонд Айдахо. 255 с. ISBN 978-0893010713